# Aroapyrgus
Aroapyrgus es un género de caracoles de agua dulce de la familia Cochliopidae, nativos de las Américas.

## Características
Concha lisa en espiral con altura entre 1,74 y 5, 3 mm, diámetro de 0,9 a 4,5 mm y opérculo delgado, con la mitad inferior del cuerpo de menor diámetro y pigmentada. Vive en charcas y nunca cambia de hábitat. Su reproducción dura de 10 a 12 horas, precediéndolo de un cortejo de 30 minutos. Tardan un mes en poner los huevos después de la copulación, y los huevos tardan de 12 a 20 días después de la puesta. Los huevos parecen una sustancia gelatinosa debajo de las hojas de lirio.

## Especies
- Aroapyrgus alleei
- Aroapyrgus cisternina
- Aroapyrgus clenchi
- Aroapyrgus cochensensis
- Aroapyrgus colombiensis
- Aroapyrgus costaricensis
- Aroapyrgus ernesti vivens
- Aroapyrgus globulus
- Aroapyrgus lam
- Aroapyrgus mexicanus
- Aroapyrgus panzoensis
- Aroapyrgus pasionensis
- Aroapyrgus patenensis
- Aroapyrgus polius
- Aroapyrgus vivens